# Enrique V. Iglesias
Enrique Valentín Iglesias García (El Franco, Asturias; 29 de julio de 1930
) es un economista, político y escritor uruguayo de origen español. 
Fue secretario técnico de la Comisión de Inversiones y Desarrollo Económico (1960-1967), presidente del Banco Central del Uruguay (1967-1968), secretario ejecutivo de la CEPAL (1972-1985), ministro de Relaciones Exteriores de Uruguay (1985-1988), presidente del Banco Interamericano de Desarrollo (1988-2005) y primer secretario general Iberoamericano (2005-2014).

## Biografía
Nacido el 29 de julio de 1930, e hijo de Isabel García y Manuel Iglesias, emigró a Uruguay con sus padres en 1934, los cuales se instalaron con un almacén en el barrio Reducto de la ciudad de Montevideo. 
Estudió en el Colegio Sagrado Corazón de ese mismo barrio, ubicado en la Avda. Garibaldi de Montevideo.
En 1948, al alcanzar la mayoría de edad, adquirió la ciudadanía legal uruguaya.
Estudió Economía y Administración de empresas en la Universidad de la República en Uruguay de la que se graduó en 1953.
De 1954 a 1966 fue director Gerente de la Unión de Bancos de Uruguay.
En 1960 fue nombrado como Director de la Comisión de Inversiones y Desarrollo Económico (CIDE), cargo que ejerció hasta 1967.
Entre 1967 y 1968 fue presidente del Banco Central del Uruguay. 
De 1972 a 1985 fue secretario ejecutivo de la Comisión Económica para América Latina y el Caribe (CEPAL).
En 1981 fue secretario general de la Conferencia de las Naciones Unidas sobre Fuentes de Energía Nuevas y Renovables en Nairobi, Kenia.
En marzo de 1985 fue nombrado ministro de Relaciones Exteriores en el gobierno de Julio María Sanguinetti. Durante su gestión se establecieron relaciones diplomáticas con la República Popular China.
En 2005 fue elegido como secretario general Iberoamericano, cargo en el que fue reelecto en 2008.
En 2019, fue designado como asesor especial de la Unión Europea y del Grupo Internacional de Contacto para intervenir en la crisis venezolana.

## Banco Interamericano de Desarrollo
En 1988 fue elegido presidente del Banco Interamericano de Desarrollo
Durante los primeros dos mandatos de Iglesias como presidente, el BID concluyó las negociaciones Séptima (1989) y Octava (1994) Reposición General de Recursos. Respectivamente, estas negociaciones aumentaron el capital ordinario del Banco por US$ 26,5 mil millones y US$ 101 mil millones y permitieron al organismo ayudar a sus países miembros prestatarios a iniciar una era de reformas, apertura e integración, así como llevar adelante un programa de modernización de la propia institución. Durante ese período, también, comenzó sus operaciones la Corporación Interamericana de Inversiones, filial del BID para el apoyo directo a Pyme de la región.
En 1994, durante su mandato al frente del BID, se aprobó la inclusión sistemática de los temas indígenas en las políticas del Banco y se colaboró activamente en la creación del Fondo Indígena (Santa Cruz de la Sierra, Bolivia, 1995).
Iglesias fue un fuerte promotor del libre comercio y del multilateralismo, teniendo una participación decisiva en la creación de préstamos al desarrollo, y tuvo un interés especial en la energía.

## Títulos honoríficos
- 1991: Doctorado en Derecho, Universidad de Carleton, Ottawa, Canadá.
- 1994: Universidad Autónoma de Guadalajara, México.
- 1994: Universidad Cándido Méndes, Río de Janeiro, Brasil.
- 2000: Universidad del Sudeste de Luisiana, Luisiana, Estados Unidos
- 2002: Doctor honoris causa, Universidad de Oviedo, Principado de Asturias, España.
- 2008: Doctor honoris causa, Universidad Europea de Madrid, Madrid, España.
- 2008: Doctor honoris causa, Universidad Andrés Bello, Santiago de Chile, Chile.
- 2009: Doctor honoris causa, Universidad Autónoma de Chiapas, Tuxtla Gutiérrez, Chiapas, México.
- 2010: Doctor honoris causa, Universidad San Ignacio de Loyola, Lima, Perú.
- 2012: Doctor honoris causa, Universidad de Alcalá, Alcalá de Henares, España.

## Premios
- 1982, Premio Príncipe de Asturias de Cooperación Internacional, España.
- Premio Notre Dame para el Servicio Público Distinguido en Latinoamérica, Notre Dame University, Atlanta, Georgia, EUA.
- 1997, Premio Pablo Picasso de la UNESCO por sus actividades a favor de la cultura y del desarrollo.
- 2011, Premio Morosoli de Oro, Minas, Uruguay.
- 2011, Premio Alas

## Premio Enrique V. Iglesias
Desde el año 2014 el CEAPI (Consejo Empresarial Alianza por Iberoamérica) entrega el premio Enrique V. Iglesias al Desarrollo del Espacio Empresarial Iberoamericano que reconoce "a quienes más contribuyen a la relación entre los países mediante su actividad económica, inversiones conjuntas y promoción del comercio."

## Reconocimientos
- Hijo Predilecto de Asturias, España.
- Hijo Predilecto de Oviedo, España.
- Caballero gran cruz Orden de Río Branco, Brasil.
- Caballero gran cruz de la Orden de la Cruz del Sur, Brasil
- Gran cruz, Placa de Plata, concedida por el Consejo de la Orden Nacional Juan Mora Fernández, Costa Rica.
- Legión de Honor, Francia.
- 1987: Caballero gran cruz de la Orden de Isabel la Católica, España.[7]
- 1999: Orden de las Artes y las Letras de la República Francesa.
- 2000: Orden Internacional de Mérito, Ciudad de Nueva Orleans, Luisiana (Estados Unidos).
- 2006: Caballero gran cordón de la Orden del Sol Naciente, Japón.
- 2009: Llave de la ciudad de Tuxtla Gutiérrez, Chiapas, México.
- 2010: Cruz de la Orden del Mérito Civil de Francia.
- 2014: Caballero de la Orden del Toisón de Oro, España.[8]

Armas de don Enrique Valentín Iglesias como caballero de la Insigne Orden del Toisón de Oro.

## Cronología profesional
- 1954-1966: Director gerente, Unión de Bancos del Uruguay.
- 1960-1967: Director de la CIDE (antecesora de la OPP).
- 1967-1968: Presidente del Banco Central del Uruguay.
- 1972-1985: Secretario ejecutivo de la Comisión Económica de las Naciones Unidas para América Latina y el Caribe (CEPAL).
- 1981: Secretario general de la Conferencia de las Naciones Unidas sobre Fuentes de Energía Nuevas y Renovables, Nairobi, Kenia.
- 1985-1988: Ministro de Relaciones Exteriores del Uruguay.
- 1988-2005: Presidente del Banco Interamericano de Desarrollo.
- 2005-2014:  Secretario general Iberoamericano (SEGIB).
- Es Fundador de la Fundación Astur
- Miembro del Consejo Rector del Instituto Iberoamericano para la Educación y la Productividad
- Desde 2019: Asesor especial de la Unión Europea para Venezuela

## Obras publicadas
Iglesias ha publicado varios artículos y obras. Sus libros incluyen:
- Reflexiones sobre el desarrollo económico.
- Cambio y crecimiento en América Latina.
- América Latina en el umbral de los años ochenta.
- El desafío energético.
- Desarrollo y Equidad: El desafío de los Años Ochenta.
- La CEPAL y las relaciones económicas de América Latina.
- Las perspectivas del desarrollo económico en América Latina.
- Uruguay, una propuesta de cambio.